# Poecilotriccus senex
Poecilotriccus senex là một loài chim trong họ Tyrannidae.